# Petizione Szilárd
La petizione Szilárd, redatta e diffusa nel luglio 1945 dallo scienziato Leó Szilárd, fu firmata da 70 scienziati che lavoravano al Progetto Manhattan a Oak Ridge, nel Tennessee, e al Laboratorio metallurgico di Chicago.

## Contenuto
La petizione richiese al presidente Harry S. Truman di informare il Giappone dei termini di resa richiesti dagli alleati e di consentire al Giappone di accettare o rifiutare questi termini, prima che l'America usasse le armi atomiche. Tuttavia, la petizione non arrivò attraverso la catena di comando fino al presidente Truman. Essa non venne declassificata e resa pubblica fino al 1961.
Più tardi, nel 1946, Szilárd, insieme ad Albert Einstein, creò il Comitato di emergenza degli scienziati atomici, che annoverava nel suo consiglio anche Linus Pauling (Premio Nobel per la pace nel 1962).